# Lago di Petersdorf
Il lago di Petersdorf (Petersdorfer See in lingua tedesca) è uno stretto lago del Land del Meclemburgo-Pomerania Anteriore, circondario della terra dei laghi del Meclemburgo. Esso misura poco più di due chilometri di lunghezza e 0,67 di larghezza. Lo specchio d'acqua si trova ad un'altezza di 62 m s.l.m.
Esso è parte integrante della catena di laghi che si estende dal lago di Müritz fino a quello di Plau ed appartiene ai due comuni di Fünfseen e di Malchow. Sulla riva settentrionale vi sono i quartieri di Malchow, Lenz e Biersdorf, sulla riva meridionale quelli di Petersdorf e Lenz-Süd di Fünfseen. Emissario il canale di Recken (Elde) che collega il lago con quello di Malchow.
Il lago fa parte della via d'acqua federale Müritz-Elde di classe I; competente per le acque del lago è l'Ufficio delle Acque e della Navigazione di Lauenburg.
Il lago è attraversato dall'autostrada 19 su un ponte.

## Storia
L'altezza dello specchio d'acqua venne più volte modificata nei secoli passati, soprattutto per effetto d'interventi umani. Originariamente, nel XII secolo, esso era a 60 m s.l.m. Mediante sbarramenti per il funzionamento di mulini ad acqua e per la regolazione del flusso, il livello dell'acqua nell'intera catena di laghi, dal Müritz fino al lago di Plau, venne influenzato sia in un senso che nell'altro. Oggi il livello viene regolato all'uscita del lago di Plau fra valori da 61,61 a 62,36 m s.l.m.

## Altri progetti

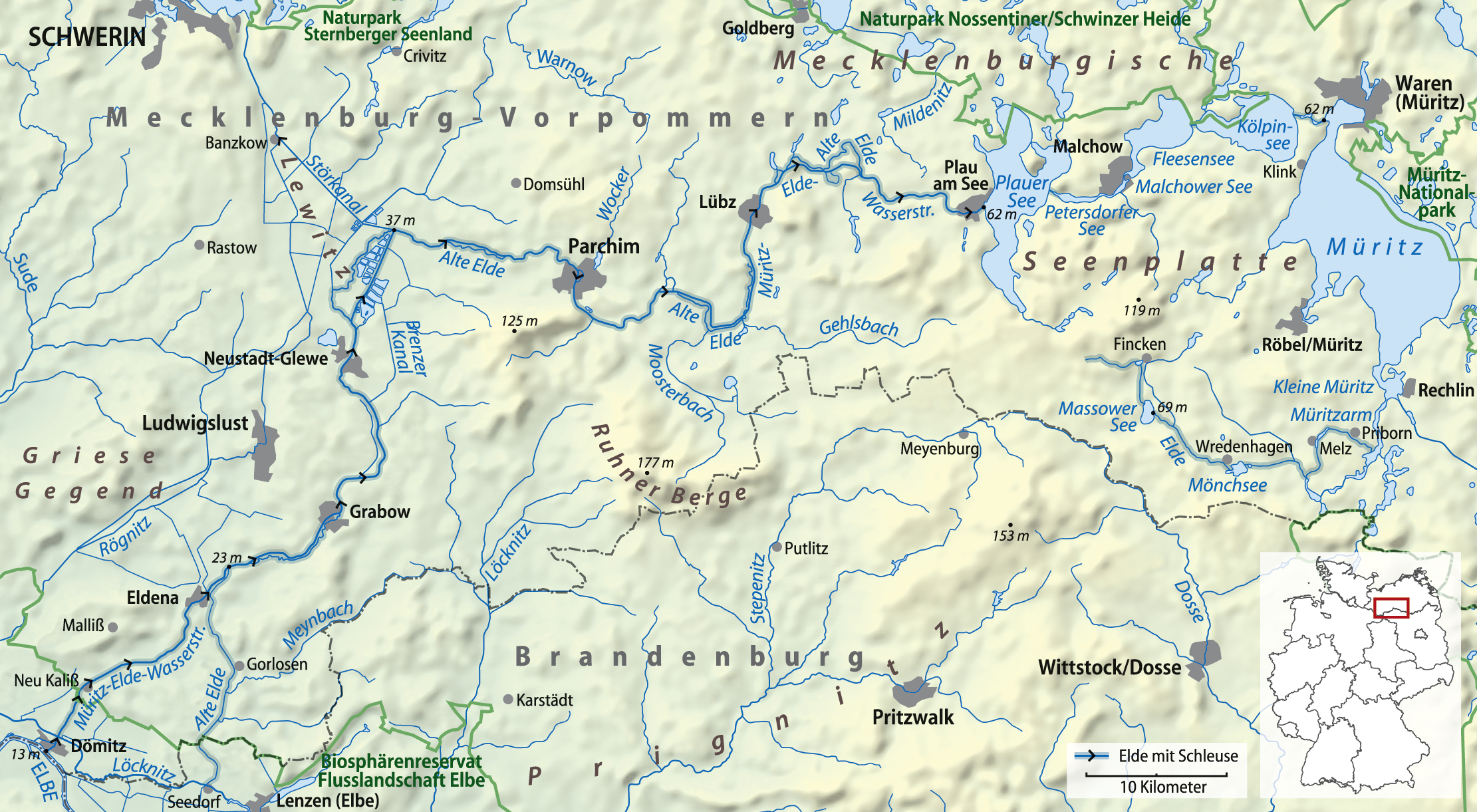
Mappa del percorso della Elde, che evidenzia la catena di laghi che si estende dal Müritz fino al lago di Plau.